# Edmund von Müller
Philipp Wilhelm Edmund Müller, seit 1901 von Müller, (* 11. Februar 1821 in Röttgen; † 16. Juni 1906 in Engers) war ein preußischer Generalleutnant.

## Leben

### Herkunft
Edmund war der Sohn des preußischen Forstmeisters Ludwig Wilhelm Müller (1785–1868) und dessen Ehefrau Katharina, geborene Huttanus (1800–1856).

### Militärkarriere
Nach seinem Abitur am Gymnasium in Luckau trat Müller am 1. April 1838 als Jäger in die 3. Jäger-Abteilung der Preußischen Armee ein und avancierte bis Anfang März 1842 zum Sekondeleutnant. Vom 9. April 1845 bis zum 8. Mai 1848 war er in der 4. Jäger-Abteilung tätig. Anschließend wurde Müller in die 8. Jäger-Abteilung versetzt und nahm 1849 während der Niederschlagung der Badischen Revolution an den Gefechten bei Rinnthal, Bischweier und Kuppenheim teil. Für sein Wirken erhielt er am 20. September 1849 den Roten Adlerorden IV. Klasse mit Schwertern. Als Premierleutnant erfolgte am 16. September 1852 seine Versetzung in das 7. Jäger-Bataillon und ab Oktober 1856 war er auf ein Jahr zum 16. Infanterie-Regiment kommandiert. Unter Beförderung zum Hauptmann wurde Müller am 27. April 1858 in das 6. Jäger-Bataillon versetzt und Anfang Februar 1859 zum Kompaniechef ernannt. In dieser Eigenschaft nahm er 1866 während des Krieges gegen Österreich an der Schlacht bei Königgrätz teil.
Er wurde am 10. Juli 1866 seinem Bataillon aggregiert und mit der Führung des IV. Bataillons im 3. Garde-Grenadier-Regiment Königin Elisabeth beauftragt. Am 11. September 1867 kam er als Major in das 1. Schlesische Grenadier-Regiment Nr. 10. Daran schloss sich Ende Oktober 1868 eine Verwendung als Kommandeur des Füsilier-Bataillon und am 26. Juli 1870 seine Beförderung zum Oberstleutnant an. Als solcher nahm er während des Krieges gegen Frankreich 1870/71 an der Belagerung von Paris teil.
Ausgezeichnet mit dem Eisernen Kreuz II. Klasse wurde Müller nach dem Friedensschluss am 13. April 1872 zum Kommandeur des 2. Posenschen Infanterie-Regiment Nr. 19 ernannt und in dieser Eigenschaft am 22. März 1873 zum Oberst befördert. Unter Beförderung zum Generalmajor erfolgte am 5. Februar 1878 mit Patent vom 18. Januar 1878 seine Versetzung zu den Offizieren von der Armee. Am 12. März 1878 erhielt er das Kommando über die 7. Infanterie-Brigade in Bromberg und wurde am 16. September 1879 mit dem Roten Adlerorden II. Klasse mit Eichenlaub und Schwertern am Ringe ausgezeichnet. In Genehmigung seines Abschiedsgesuches wurde Müller am 3. Februar 1880 mit Pension zur Disposition gestellt.
Anlässlich des 100-jährigen Geburtstages von Kaiser Wilhelm I. erhielt er am 22. März 1897 den Charakter als Generalleutnant und wurde am 24. April 1901 durch Kaiser Wilhelm II. in den erblichen preußischen Adelstand erhoben. Er starb am 16. Juni 1906 in Engers.

### Familie
Müller heiratete am 10. Oktober 1850 in Bendorf Franziska Remy (1831–1851). Nach ihrem frühen Tod heiratete er am 10. Juni 1854 deren Schwester Auguste Remy (1834–1926). Aus dieser Ehe gingen folgende Kinder hervor:
- Julie (* 1855) ⚭ Heinrich Schulze († 1918), preußischer Oberst a. D.
- Friedrich Wilhelm Max (1856–1947), preußischer Generalleutnant ⚭ 1886 Helene von Heyer (* 1864)[2]
- Edmund (1859–1860)